# Ґері Геррінґ
Ґері Геррінґ (англ. Gary Hurring, 10 жовтня 1961) — новозеландський плавець.
Учасник Олімпійських Ігор 1984 року.
Призер Чемпіонату світу з водних видів спорту 1978 року.
Переможець Ігор Співдружності 1978 року.